# Gaucher III de Châtillon
Gaucher III de Châtillon (c. 1162-1219) va ser un noble francès. Va acompanyar Felip August a Terra Santa i es va distingir al setge d'Acre i a la batalla de Bouvines.

## Biografia
Era fill de Gui II de Châtillon i d'Alix de Dreux, vídua de Valéran III. També va ser comte de Saint Pol, senyor de Crécy, de Châtillon, de Troissy, de Montjay i de Pierrefonds. Gaucher III va rebre en apanatge reial la senyoria de Clichy el 1193 a canvi del castell de Pierrefonds, que Felip August volia.

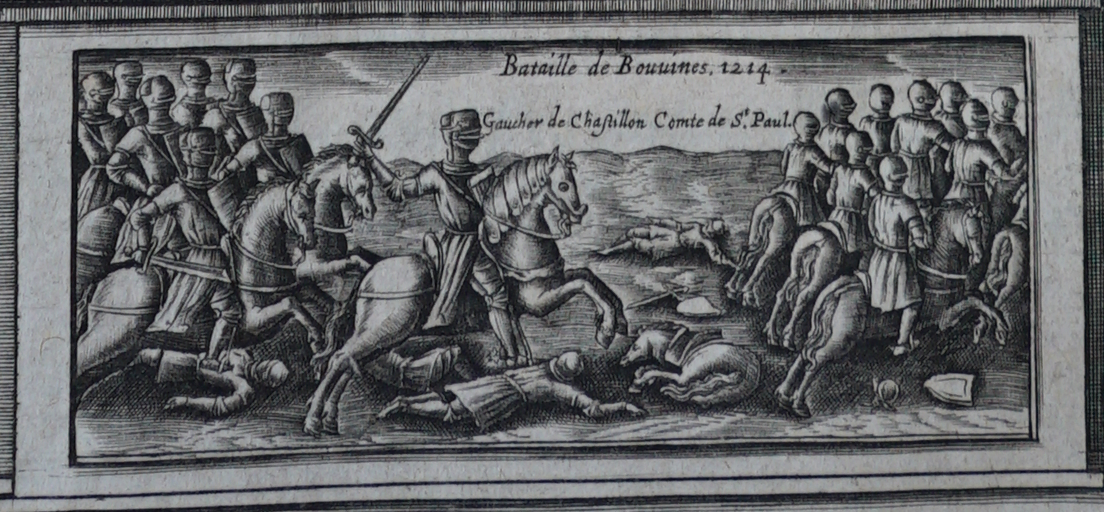
Gaucher III representat a la batalla de Bouvines.

El 1209, Gaucher va ser un dels grans barons francesos que va participar en els inicis de la croada albigesa i va lluitar als setges de Besiers i Carcassona. El 1214 va lluitar pel rei de França a la victoriosa batalla de Bouvines. El 1219 prengué de nou la creu a la croada albigesa amb el príncep Lluís de França i participà en la massacre de Marmanda. Va morir poc després.

## Núpcies i descendència
El 1196 es va casar amb Elisabet de Saint-Pol, filla d'Hug IV, comte de Saint-Pol, i el 1205 va succeir al seu sogre com a comte de Saint-Pol. Gaucher i Elisabeth van tenir 5 fills:
- Gui IV, senyor de Chatillon (-1226) i de Saint Pol (Gui II)
- Hug I, comte de Blois (-1248)
- Elisabet, es va casar amb Raül II, senyor de Coucy (-1250)
- Eustàquia, el 1215 es va casar amb Daniel de Bethune, i després es amb Robrecht II de Wavrin, mariscal del comtat de Flandes
- Beatriu, es va casar amb Aubert de Hangest, senyor de Senlis